# Campo Alegre (Alagoas)
Campo Alegre is een gemeente in de Braziliaanse deelstaat Alagoas. De gemeente telt 47.209 inwoners (schatting 2009).

## Verkeer en vervoer
De plaats ligt aan de wegen AL-105 en AL-220.